# Carpineto della Nora
Carpineto della Nora é uma comuna italiana da região dos Abruzos, província de Pescara, com cerca de 733 habitantes. Estende-se por uma área de 23 km², tendo uma densidade populacional de 32 hab/km². Faz fronteira com Brittoli, Civitella Casanova, Ofena (AQ), Vicoli, Villa Celiera, Villa Santa Lucia degli Abruzzi (AQ).

## Demografia
| Variação demográfica do município entre 1861 e 2011                               |
|                                                                                   |
| Fonte: Istituto Nazionale di Statistica (ISTAT) - Elaboração gráfica da Wikipedia |